# Selección de fútbol sub-20 de Tahití
La selección de fútbol sub-20 de Tahití es el equipo representativo de la Polinesia Francesa en las competiciones oficiales de la categoría. Su organización está a cargo de la Federación Tahitiana de Fútbol, miembro de la OFC y la FIFA.
Ganó el Campeonato Sub-20 de la OFC en 1974 y 2008. Gracias a este último título, disputó la Copa Mundial de 2009, disputada en Egipto. Cayó derrotada en sus tres presentaciones a manos de España, Venezuela y Nigeria; pero se convirtió así en la primera selección de Oceanía fuera de Australia y Nueva Zelanda en disputar un torneo mundial.

## Estadísticas

### Copa Mundial Sub-20
| Año                         | Fase              | Posición          | PJ                | PG                | PE                | PP                | GF                | GC                |
| --------------------------- | ----------------- | ----------------- | ----------------- | ----------------- | ----------------- | ----------------- | ----------------- | ----------------- |
| Túnez 1977                  | Sin participación | Sin participación | Sin participación | Sin participación | Sin participación | Sin participación | Sin participación | Sin participación |
| Japón 1979                  | Sin participación | Sin participación | Sin participación | Sin participación | Sin participación | Sin participación | Sin participación | Sin participación |
| Australia 1981              | No se clasificó   | No se clasificó   | No se clasificó   | No se clasificó   | No se clasificó   | No se clasificó   | No se clasificó   | No se clasificó   |
| México 1983                 | Sin participación | Sin participación | Sin participación | Sin participación | Sin participación | Sin participación | Sin participación | Sin participación |
| Unión Soviética 1985        | Sin participación | Sin participación | Sin participación | Sin participación | Sin participación | Sin participación | Sin participación | Sin participación |
| Chile 1987                  | Sin participación | Sin participación | Sin participación | Sin participación | Sin participación | Sin participación | Sin participación | Sin participación |
| Arabia Saudita 1989         | Sin participación | Sin participación | Sin participación | Sin participación | Sin participación | Sin participación | Sin participación | Sin participación |
| Portugal 1991               | No se clasificó   | No se clasificó   | No se clasificó   | No se clasificó   | No se clasificó   | No se clasificó   | No se clasificó   | No se clasificó   |
| Australia 1993              | No se clasificó   | No se clasificó   | No se clasificó   | No se clasificó   | No se clasificó   | No se clasificó   | No se clasificó   | No se clasificó   |
| Catar 1995                  | No se clasificó   | No se clasificó   | No se clasificó   | No se clasificó   | No se clasificó   | No se clasificó   | No se clasificó   | No se clasificó   |
| Malasia 1997                | No se clasificó   | No se clasificó   | No se clasificó   | No se clasificó   | No se clasificó   | No se clasificó   | No se clasificó   | No se clasificó   |
| Nigeria 1999                | Sin participación | Sin participación | Sin participación | Sin participación | Sin participación | Sin participación | Sin participación | Sin participación |
| Argentina 2001              | No se clasificó   | No se clasificó   | No se clasificó   | No se clasificó   | No se clasificó   | No se clasificó   | No se clasificó   | No se clasificó   |
| Emiratos Árabes Unidos 2003 | Sin participación | Sin participación | Sin participación | Sin participación | Sin participación | Sin participación | Sin participación | Sin participación |
| Países Bajos 2005           | Sin participación | Sin participación | Sin participación | Sin participación | Sin participación | Sin participación | Sin participación | Sin participación |
| Canadá 2007                 | No se clasificó   | No se clasificó   | No se clasificó   | No se clasificó   | No se clasificó   | No se clasificó   | No se clasificó   | No se clasificó   |
| Egipto 2009                 | Fase de grupos    | 24º               | 3                 | 0                 | 0                 | 3                 | 0                 | 21                |
| Colombia 2011               | Sin participación | Sin participación | Sin participación | Sin participación | Sin participación | Sin participación | Sin participación | Sin participación |
| Turquía 2013                | Sin participación | Sin participación | Sin participación | Sin participación | Sin participación | Sin participación | Sin participación | Sin participación |
| Nueva Zelanda 2015          | Sin participación | Sin participación | Sin participación | Sin participación | Sin participación | Sin participación | Sin participación | Sin participación |
| Corea del Sur 2017          | No se clasificó   | No se clasificó   | No se clasificó   | No se clasificó   | No se clasificó   | No se clasificó   | No se clasificó   | No se clasificó   |
| Polonia 2019                | Fase de grupos    | 23º               | 3                 | 0                 | 0                 | 3                 | 0                 | 14                |
| Argentina 2023              | No se clasificó   | No se clasificó   | No se clasificó   | No se clasificó   | No se clasificó   | No se clasificó   | No se clasificó   | No se clasificó   |
| Total                       | 2/23              | 91.º              | 6                 | 0                 | 0                 | 6                 | 0                 | 35                |

### Campeonato Sub-20 de la OFC
| Año                     | Fase              | Posición          | PJ                | PG                | PE                | PP                | GF                | GC                |
| Polinesia Francesa 1974 | Campeón           | 1º                | 3                 | 3                 | 0                 | 1                 | 10                | 6                 |
| ----------------------- | ----------------- | ----------------- | ----------------- | ----------------- | ----------------- | ----------------- | ----------------- | ----------------- |
| Australia 1978          | Sin participación | Sin participación | Sin participación | Sin participación | Sin participación | Sin participación | Sin participación | Sin participación |
| Fiyi 1980               | Primera ronda     | 5º                | 2                 | 0                 | 0                 | 2                 | 1                 | 3                 |
| Papúa Nueva Guinea 1982 | Sin participación | Sin participación | Sin participación | Sin participación | Sin participación | Sin participación | Sin participación | Sin participación |
| Australia 1985          | Sin participación | Sin participación | Sin participación | Sin participación | Sin participación | Sin participación | Sin participación | Sin participación |
| Nueva Zelanda 1986      | Sin participación | Sin participación | Sin participación | Sin participación | Sin participación | Sin participación | Sin participación | Sin participación |
| Fiyi 1988               | Sin participación | Sin participación | Sin participación | Sin participación | Sin participación | Sin participación | Sin participación | Sin participación |
| Fiyi 1990               | Cuarto lugar      | 4º                | 4                 | 1                 | 1                 | 2                 | 3                 | 10                |
| Polinesia Francesa 1992 | Subcampeón        | 2º                | 4                 | 2                 | 1                 | 1                 | 6                 | 4                 |
| Fiyi 1994               | Primera ronda     | 6º                | 3                 | 1                 | 0                 | 2                 | 2                 | 7                 |
| Polinesia Francesa 1997 | Cuarto lugar      | 4º                | 4                 | 0                 | 1                 | 3                 | 3                 | 20                |
| Nueva Caledonia 1998    | Sin participación | Sin participación | Sin participación | Sin participación | Sin participación | Sin participación | Sin participación | Sin participación |
| Islas Cook 2001         | Primera ronda     | -                 | 4                 | 1                 | 0                 | 3                 | 9                 | 15                |
| Fiyi 2002               | Sin participación | Sin participación | Sin participación | Sin participación | Sin participación | Sin participación | Sin participación | Sin participación |
| Islas Salomón 2005      | Sin participación | Sin participación | Sin participación | Sin participación | Sin participación | Sin participación | Sin participación | Sin participación |
| Nueva Zelanda 2007      | Quinto lugar      | 5º                | 6                 | 2                 | 1                 | 3                 | 9                 | 9                 |
| Polinesia Francesa 2008 | Campeón           | 1º                | 3                 | 2                 | 1                 | 0                 | 4                 | 1                 |
| Nueva Zelanda 2011      | Sin participación | Sin participación | Sin participación | Sin participación | Sin participación | Sin participación | Sin participación | Sin participación |
| Fiyi 2013               | Sin participación | Sin participación | Sin participación | Sin participación | Sin participación | Sin participación | Sin participación | Sin participación |
| Fiyi 2014               | Sin participación | Sin participación | Sin participación | Sin participación | Sin participación | Sin participación | Sin participación | Sin participación |
| Vanuatu 2016            | Primera ronda     | 5º                | 3                 | 1                 | 1                 | 1                 | 6                 | 7                 |
| Polinesia Francesa 2018 | Subcampeón        | 2º                | 5                 | 3                 | 0                 | 2                 | 12                | 4                 |
| Polinesia Francesa 2022 | Cuarto lugar      | 4º                | 4                 | 3                 | 2                 | 1                 | 13                | 3                 |
| Total                   | 12/23             | 6º                | 45                | 19                | 8                 | 21                | 78                | 89                |

## Palmarés
- Campeonato Sub-20 de la OFC (2): 1974 y 2008

## Jugadores
Los jugadores más destacados que pasaron por la selección Sub-20 tahitiana fueron los de la generación 2008-2009 que ganó el Campeonato de la OFC y disputó la Copa Mundial; y que más adelante formarían parte del plantel de la selección mayor que conquistó la Copa de las Naciones de la OFC 2012 y jugó la Copa FIFA Confederaciones 2013. Entre ellos figuran: Heimano Bourebare, Steevy Chong Hue; y Lorenzo, Alvin y Teaonui Tehau.